# Marcel Mazeyrat
Marcel Mazeyrat, né le 7 octobre 1906 à Issoire et mort le 7 mars 1980 à Clermont-Ferrand, est un coureur cycliste français, en activité de 1924 à 1936,.

## Biographie
Il termine trois Tours de France en 1929, 1930 et 1932. Il est alors le compagnon de route de Jean Goulême, François Ondet, Jules Merviel et Antonin Magne.
Au Tour de 1930, il est le premier à franchir le Col des Aravis.

## Palmarès
- 1924
  - 3e de la Course de côte de La Baraque
- 1926
  - Course de côte de La Baraque
- 1927
  - 2e de la Course de côte de La Baraque
- 1929
  - Circuit du Bourbonnais
    - 2e étape

  - 3e du Trophée des grimpeurs
  - 3e du Championnat de France de cyclo-cross
- 1930
  - Circuit des villes d'eaux d'Auvergne
  - 2e du Trophée des grimpeurs
  - 2e du Circuit du Bourbonnais
    - 2e étape
- 1931
  - Trophée des grimpeurs
  - Circuit du Cantal
  - 2e étape du Circuit du Bourbonnais
    - 3e du Classement Général

  - Nevers-Vichy-Nevers
  - 2e de Lyon-Genève-Lyon
- 1932
  - Circuit du Cantal
  - Circuit des villes d'eaux d'Auvergne
    - 1re étape
    - 2e étape
- 1933
  - 2e du Trophée des grimpeurs
  - 2e du Circuit du Cantal
- 1934
  - Trophée des grimpeurs
  - Circuit du Cantal
  - 2e de la Course de côte du Puy-de-Dôme
  - 3e du Championnat de France de cyclisme sur route aspirants
- 1935
  - Course de côte du Puy-de-Dôme
- 1936
  - Grand Prix des chaussures Léon Daniel
  - 2e du Grand Prix de Châtel-Guyon

## Résultats sur le Tour de France
4 participations
- 1929 : 41e du Classement Général
- 1930 : 18e du Classement Général
- 1931 : abandon à la 3e étape
- 1932 : 24e du Classement Général